# Prato Sesia
Pour les articles homonymes, voir Prato (homonymie).
Prato Sesia est une commune italienne de la province de Novare, dans la région Piémont.

## Monuments
- Église paroissiale de San Bernardo

- Église de la Madone de la Neige

- Église San Sebastiano

- Église de la Nativité de la Vierge Marie

- Tour et vestiges du château

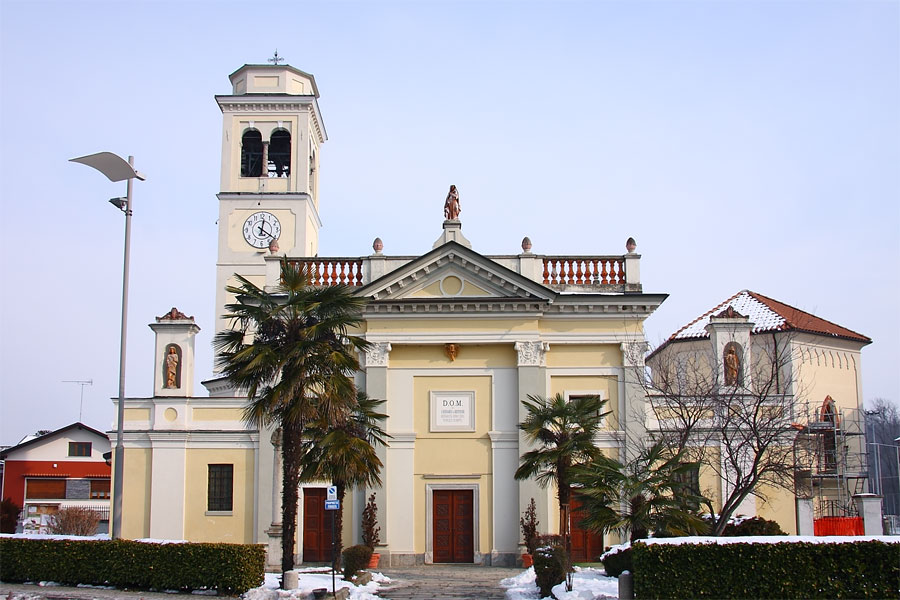
Église paroissiale.
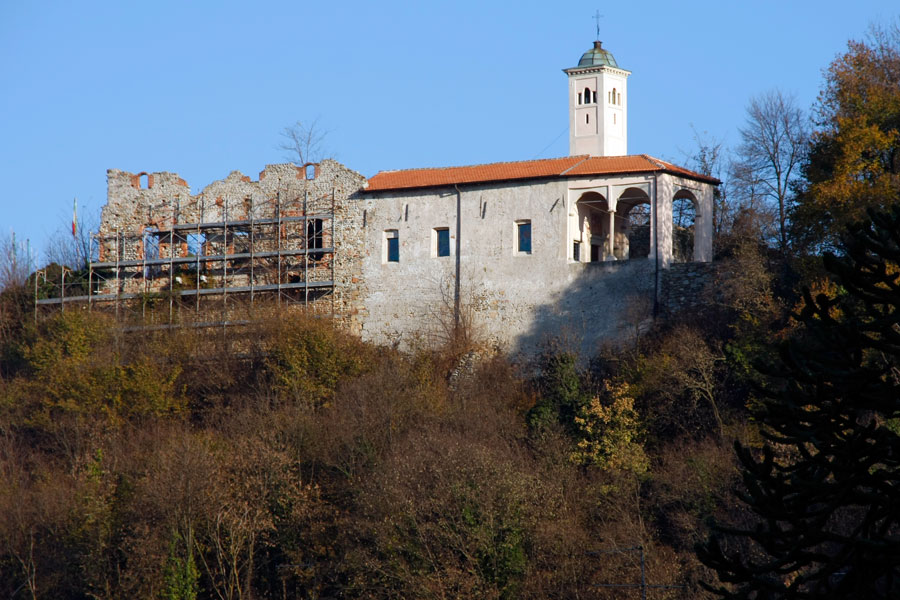
Église de la natività di Maria ou église du Château.
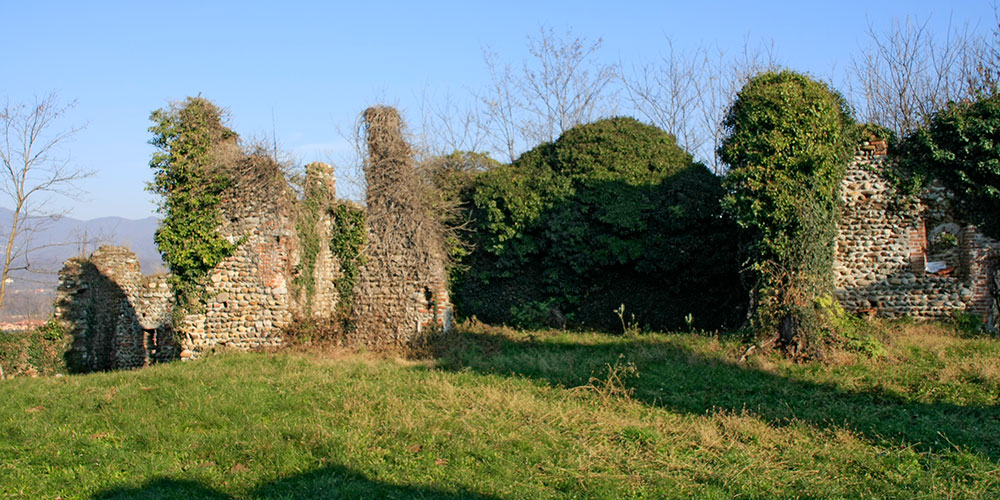
Vestiges du château de Prato Sesia.
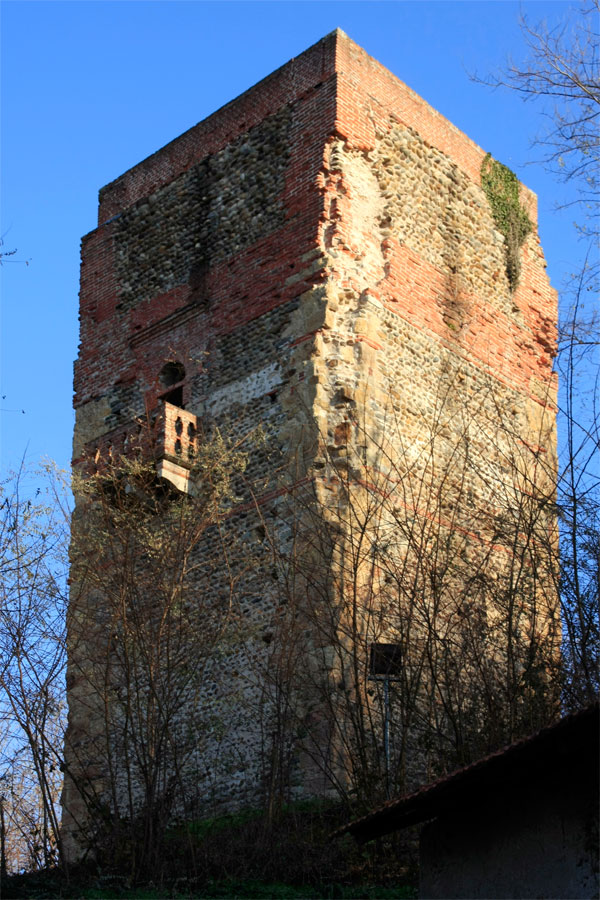
Tour du château.

## Administration
| Période                                  | Période | Identité | Étiquette | Qualité |
| ---------------------------------------- | ------- | -------- | --------- | ------- |
|                                          |         |          |           |         |
| Les données manquantes sont à compléter. |         |          |           |         |

### Communes limitrophes
Boca, Cavallirio, Grignasco, Romagnano Sesia, Serravalle Sesia.